# 292 Ludovica
A 292 Ludovica a Naprendszer kisbolygóövében található aszteroida. Johann Palisa fedezte fel 1890. április 25-én.